# 杉浦重雄
杉浦重雄（日语：／ Sugiura Shigeo，1917年5月10日—1988年4月10日），日本男子游泳运动员。他在1936年柏林夏季奥林匹克运动会中，参加了男子游泳比赛并获得男子4x200米自由泳接力金牌。